# Children of The Grave
A Children of The Grave az angol Black Sabbath heavy metal együttes egyik dala. 

## Története
A dalt 1971-ben adták ki, a Master of Reality című album #4. felvételeként. A dal témájában hasonlít a War Pigs, és az Electric Funeral című dalokhoz. A dal neve magyarra lefordítva: A sír gyermekei. Ugyanúgy, mint a Sabbath dalok legtöbbjében, ebben a dalban is Tony Iommi gitárjátéka áll a középpontban. A riff újra és újra ismétlődik, amelyet tökéletesen kiegészít Bill Ward lendületes dobszólama, valamint Geezer Butler basszusjátéka, és mind ehhez párosul még a szirénaszerű vokál, Ozzy Osbourne jóvoltából. A dal, a Sabbath egyik legsikeresebb szerzeménye.
1994-ben készült el a Nativity In Black: A Tribute To Black Sabbath című válogatásalbum, amelyen különböző előadók Sabbath-feldolgozásai szerepelnek. Ezt a dalt, a Rob Zombie által vezetett, amerikai Industrial/Alter/Groove/heavy zenekar, a White Zombie készítette el. A dalt, később kislemezként is kiadták. A White Zombie történetének egyik sikerdala ez a feldolgozás.